# 이해준 (배우)
이해준(1988년 12월 4일 ~ )은 대한민국의 배우이다.

## 이력
2013년 뮤지컬배우 첫 데뷔하였다.

## 학력
- 동국대학교 연극학과

## 연기 활동

### 드라마
- 2016년 MBC 아침드라마 《언제나 봄날》 ... 박준하 역

### 영화
- 2016년 《인천상륙작전》 ... 지진표 역
- 2024년 《엘리자벳: 더 뮤지컬 라이브》 ... 죽음 역

### 공연
- 2013년 11월 26일 ~ 2014년 2월 9일 《웨딩싱어》 ... 앙상블 역
- 2014년 3월 1일 ~ 2014년 3월 30일 《셜록홈즈2 블러디게임》 ... 신사 역
- 2014년 8월 29일 ~ 2015년 1월 4일 《오 당신이 잠든사이》 ... 닥터리 역
- 2016년 8월 7일 ~ 2016년 6월 14일 《알타보이즈》 ... 매튜 역
- 2017년 6월 2일 ~ 2017년 7월 30일 《나의사랑 나의신부》 ... 영민 역
- 2017년 11월 18일 ~ 2018년 1월 4일 《원스어폰어타임 인 해운대》 ... 라청 역
- 2018년 1월 3일 ~ 2018년 1월 14일 《카라마조프》 ... 이반 역
- 2018년 6월 1일~ 2018년 8월 12일 《도그파이트》 ... 볼랜드 역
- 2019년 12월 10일 ~ 2020년 3월 1일 《쓰릴미》 ... 그(리차드)역
- 2020년 3월 14일 ~ 2020년 6월 7일 《라흐마니노프》 ... 라흐마니노프 역
- 2020년 6월 10일 ~ 2020년 8월 16일 《어나더 컨트리》 ... 가이 베넷 역
- 2020년 9월 19일 ~ 2020년 11월 8일 《히스토리 보이즈》 ... 데이킨 역
- 2020년 10월 27일 ~ 2020년 12월 31일 《블랙메리포핀스》 ... 헤르만 디히터 역
- 2024년 7월 16일 ~ 2024년 10월 13일 《베르사유의 장미》 ... 앙드레 그랑디에 역
- 2024년 11월 16일 ~ 2025년 2월 2일 《틱틱붐(tick, tick… BOOM!)]]》 ... 존 역